# Ciprian Porumbescu
  Ciprian Porumbescu    (Shepit, 14 d'octubre de 1853 - Ciprian Porumbescu, 6 de juny de 1883) fou un violinista i compositor romanès.
Ciprian Porumbescu era fill d'un sacerdot ortodox, Iraclie Porumbescu, i Emilia Porumbescu, que fins a l'any 1881 tenia el cognom Gołęmbiowski i que es va canviar ell i la seva família el cognom d'origen polonès pel cognom en romanès de Porumbescu.
Va començar els estudis musicals a Suceava i Cernăuţi, posteriorment va continuar la seva formació musical al Konservatorium für Musik und darstellende Kunst de Viena, amb Anton Bruckner i Franz Krenn. Entre els anys 1873 i 1877 va estudiar teologia ortodoxa a Cernăuţi.
Va ser un dels més grans i famosos compositors del seu temps. Les composicions més famoses de Porumbescu són:
- Lluna nova (en romanès "Crai nou")
- Balada per a violí i piano (en romanès "Baladă pentru vioară şi piano"), que és la seva més famosa composició.
- Zana Dunarii
- Rapsòdia romanesa per a orquestra (en romanès "Rapsodia româna pentru orchestra")
- Jumătate de Lună (opereta)[2]
- Serenada (Serenata)[3]

També va compondre la música de diversos himnes nacionals, aquests són:
- L'himne de la senyera que és l'himne nacional d'Albània (en albanès Hymni i Flamurit)
- L'himne Tres color (en romanès ''Trei culori'') que fou l'himne oficial de Romania fins a l'any 1989

Per culpa de les seves afiliacions polítiques i al fet que conjuntament amb altres estudiants de Cernăuţi va constituir diverses associacions nacionalistes romaneses fou diverses vegades arrestat per les autoritats austrohongareses. Curiosament, al llarg del temps que va romandre empresonat va escriure les seves millors composicions musicals.

## LaRapsòdia romanesa
Porumbescu va compondre la seva Rapsòdia romanesa per a piano abans d'abandonar Viena. La versió orquestra es va interpretar per primera vegada a Braşov el 15 d'octubre de 1882, amb el compositor com a director de l'orquestra. El públic va quedar molt impressionat i la premsa local va destacar el seu entusiasme, sentiment i orgull patriòtic.

## Mort prematura
Ciprian Porumbescu va morir als 29 anys a Stupca, actualment anomenat en el seu nom "Ciprian Porumbescu". Tot i la seva edat va ser un compositor molt valorat i són molts a Romania els que creuen que d'haver viscut molts anys més hagués estat un dels més grans compositors de la música clàssica contemporània.